# Coupe d'Afrique du Nord de football 1930-1931
Navigation
Coupe AFN 1931-1932
Cet article traite de l'édition 1930-1931 de la Coupe d'Afrique du Nord de football. Il s'agit de la première édition de cette compétition qui se terminera par une victoire du Club des Joyeusetés d'Oran.
C'est une équipe de la Ligue d'Oran et une équipe de la Ligue d'Alger qui se rencontrent en finale. Ces deux équipes sont respectivement le CDJ Oran et le GS Alger. La finale se termine par une victoire des oranais sur les algérois sur le score d'un but à zéro.
Le CDJ Oran remporte la compétition pour la première fois de son histoire et permet à sa ligue, la Ligue d'Oran d'obtenir un titre dans la compétition dè sa création. Le GS Alger est défait pour la première fois en finale dans la compétition et cette défaite constitue pour sa ligue, la première défaite en finale.

## Parcours LAFA-Alger

### Premier Tour
- joués le 29 septembre 1930[1].

|   | Date              | Club                 | Score | Club             | Lieu                  |
| - | ----------------- | -------------------- | ----- | ---------------- | --------------------- |
| 1 | 28 septembre 1930 | US Fort de l'Eau     | 3 - 0 | ES Algérois      | Stade Municipal Alger |
| 2 |                   | Stade Algérois       | 2 - 0 | US Bordj Menaiel | Stade du Gallia       |
| 3 |                   | RAS Algérois         | 4 - 1 | ASPTT Alger      | Stade Municipal Alger |
| 4 |                   | MC Alger             | 1 - 0 | AS Montpensier   | Stade du Gallia       |
| 5 |                   | ES Zéralda           | 2 - 1 | FC Kouba         | Stade d'El-Biar       |
| 6 | 12 octobre 1930   | Alger La Blanche JPO | 2 - 1 | WSM Alger        | Stade du Gallia       |

### Deuxième Tour
- joués le 20 octobre 1930[2],[3]:

|    | Date            | Club              | Score | Club                    | Lieu                 |
| -- | --------------- | ----------------- | ----- | ----------------------- | -------------------- |
| 1  | 19 octobre 1930 | RC Maison-Carrée  | 3 - 0 | Olympique d'Hussein-Dey | Stade Gallia / Alger |
| 2  |                 | Stade Algérois    | 7 - 0 | Alger LBJPO             | Maison-Carrée        |
| 3  |                 | GS Orléansville   | 2 - 1 | US Fort-de-l'Eau        | Blida                |
| 4  |                 | FC Blida          | 3 - 0 | Olympique Affreville    | Mouzaiaville         |
| 5  |                 | US Blida          | -     | ...                     |                      |
| 6  |                 | RU Alger          | -     | ...                     |                      |
| 7  |                 | ES Zéralda        | -     | ...                     |                      |
| 8  |                 | US Ouest Mitidja  | -     | ...                     |                      |
| 9  |                 | Rugby AS Algérois | -     | ...                     |                      |
| 10 |                 | GS Alger          | -     | ...                     |                      |
| 11 |                 | AS Boufarik       | -     | ...                     |                      |
| 12 |                 | MC Alger          | -     | ...                     |                      |

### Troisième Tour
- joués le 3 novembre 1930[4].

|   | Date            | Club             | Score     | Club             | Lieu                 |
| - | --------------- | ---------------- | --------- | ---------------- | -------------------- |
| 1 | 3 novembre 1930 | AS Boufarik      | 3 - 0     | GS Orléansville  | Affreville           |
| 2 |                 | GS Alger         | 2 - 1 a.p | RAS Algérois     | Saint-Eugène         |
| 3 |                 | US Ouest Mitidja | 5 - 2     | ES Zéralda       | Stade FCB / Blida    |
| 4 |                 | FC Blida         | 3 - 0     | MC Alger         | Maison-Carrée        |
| 5 |                 | Stade Algérois   | 1 - 0     | RC Maison-Carrée | Stade Gallia / Alger |
| 6 |                 | RU Alger         | 2 - 1 a.p | US Blida         | Boufarik             |

| Titulaires : |  |
| |  |
| (Maillot) 1. Pérez 2. Tauriac 3. Clément 4. de Redon 5. Pons.C 6. Mérou 7. Girardot 8. Pons.M 9. Merlet 10. Torrès 11. Alcaras |  |

| Titulaires : |  |
| |  |
| (Maillot) 1. Hamadi Ben Mohamed dit "Marocain" 2. Scandrani Lahbib dit "Scandrani I" 3. Dahmoun 4. Karassane Mohamed 5. Scandrani Hamouda dit "Scandrani II" 6. Derriche Braham 7. Belhadj 8. Rebraine M'henna 9. Mustapha Kerrarsi 10. Khaloui Amar 11. Saâdi Ahmed Saïd |  |
| Entraîneur : |  |
| Scandrani Lahbib |  |

| Titulaires : |  |
| |  |
| (Maillot) 1. Pérez 2. Tauriac 3. Clément 4. de Redon 5. Pons.C 6. Mérou 7. Girardot 8. Pons.M 9. Merlet 10. Torrès 11. Alcaras |  |

| Titulaires : |  |
| |  |
| (Maillot) 1. Hamadi Ben Mohamed dit "Marocain" 2. Scandrani Lahbib dit "Scandrani I" 3. Dahmoun 4. Karassane Mohamed 5. Scandrani Hamouda dit "Scandrani II" 6. Derriche Braham 7. Belhadj 8. Rebraine M'henna 9. Mustapha Kerrarsi 10. Khaloui Amar 11. Saâdi Ahmed Saïd |  |
| Entraîneur : |  |
| Scandrani Lahbib |  |

### Quatrième Tour
- joués le 7 décembre 1930[5],[6].

Champion d'Afrique du nord
|   | Date             | Club             | Score | Club           | Lieu              |
| - | ---------------- | ---------------- | ----- | -------------- | ----------------- |
| 1 | 07 décembre 1930 | AS Boufarik      | 2 - 0 | FC Blida       | Saint-Eugène      |
| 2 |                  | GS Alger         | 9 - 1 | Stade Algérois | Municipal / Alger |
| 3 |                  | US Ouest Mitidja | 1 - 0 | RU Alger       | Stade FCB / Blida |

## Parcours LOFA-Oran

### Premier Tour
- joués le 28 septembre 1930[7],[8]:

|    | Date              | Club                    | Score   | Club                 | buteurs                              | Lieu et arbitres                      |
| -- | ----------------- | ----------------------- | ------- | -------------------- | ------------------------------------ | ------------------------------------- |
| 1  | 28 septembre 1930 | GC Mascara              | forfait | SC Boukhanefis       |                                      | Stade GCM / Mascara                   |
| 2  |                   | CDJ Oran                | 3 - 0   | US Arzew             | Arquéros 10'- Desbats I (s.p) - Such | Stade Gay / Oran arbitres; M.Martinez |
| 3  |                   | USM Oran                | 3 - 1   | CS Mostaganem        |                                      | Stade cimetière / Oran                |
| 4  |                   | CAL Oran                | 2 - 0   | ASPTT Oujda          |                                      | Stade colonel Bendaoud / Oran         |
| 5  |                   | AS Eckmühl              | 6 - 1   | Joyeuse Union d'Oran |                                      | ancien Stade ASMO/ Oran               |
| 6  |                   | JS Saint-Eugène         | 2- 1    | Perrégaux GS         |                                      | ancien Stade ASMO/ Oran               |
| 7  |                   | Deering Star Gay d'Oran | 5 - 1   | US Laferrière        |                                      | ancien Stade Deering / Oran           |
| 8  |                   | AGS Mascara             | 5 - 1   | IS Mostaganem        |                                      | Antoine Griffier / Mascara            |
| 9  |                   | AS Marine d'Oran        | 1 - 0   | US Hammam Bou Hadjar |                                      | Hammam Bou Hadjar                     |
| 10 |                   | SCFM Oujda              | 0 - 2   | GC Oran              |                                      | Oujda                                 |
| 11 |                   | SC Bel-Abbès            | 6 - 4   | JP Bel-Abbès         |                                      | Paule André / Sidi Bel-Abbès          |
| 12 |                   | USCC Témouchent         | -       | USFA Tlemcen         |                                      | Aïn Témouchent                        |

### Deuxième Tour
- joués le 9 novembre 1930[9],[10],[11]:

|                                  | Date             | Club             | Score              | Club                    | Lieu                               |
| -------------------------------- | ---------------- | ---------------- | ------------------ | ----------------------- | ---------------------------------- |
| 1                                | 09 novembre 1930 | SC Bel-Abbès     | 5 - 3              | GC Mascara              | Stade Paule André / Sidi Bel-Abbès |
| 2                                |                  | AS Marine d'Oran | 0 - 0              | AS Eckmühl              | Stade Alenda / Oran                |
| 3                                |                  | CAL Oran         | 4 - 1              | USFA Tlemcen            | Stade Colonel Bendaoud / Oran      |
| 4                                |                  | CDJ Oran         | 3 - 0              | GC Oran                 | Stade Gay / Oran                   |
| 5                                |                  | JS Saint-Eugène  | 4 - 5 match arrêté | AGS Mascara             | Stade tir au pistolet / Oran       |
| 6                                |                  | USM Oran         | 2 - 1              | Deering Star Gay (Oran) | Stade Delmonte / Oran              |
| Match rejoué le 30 novembre 1930 |                  |                  |                    |                         |                                    |
| 2                                | 30 novembre      | AS Marine d'Oran | 1 - 0              | AS Eckmühl              | Stade Alenda / Oran                |

| Titulaires : |  |
|              |  |
| (Maillot)    |  |

| Titulaires : |  |
|              |  |
| (Maillot)    |  |

| Titulaires : |  |
|              |  |
| (Maillot)    |  |

| Titulaires : |  |
|              |  |
| (Maillot)    |  |

| Titulaires : |  |
| |  |
| (Maillot) 1. Baghdad Aboukébir 2. Foitih Mohamed dit "Hamida" 3. Benzalat Mohamed 4. Saffa Mokhfi 5. Nafi Hamou 6. Bouakeul Miloud 7. Martinez Michel 8. Houari Bensetti 9. Benchaa 10. Rezoug Abdelkader 11. Mohamed El-Andaloussi |  |

| Titulaires : |  |
| |  |
| (Maillot) 1. Vincent Joseph 2. Gibaya 3. Mira 4. Yakka Youcef 5. Argence Louis 6. Gonzalez Michel 7. Gandolfo Joaquin 8. Botella Alfred 9. Artéro 10. Amand 11. Lorentz Albert |  |

| Titulaires : |  |
| |  |
| (Maillot) 1. Baghdad Aboukébir 2. Foitih Mohamed dit "Hamida" 3. Benzalat Mohamed 4. Saffa Mokhfi 5. Nafi Hamou 6. Bouakeul Miloud 7. Martinez Michel 8. Houari Bensetti 9. Benchaa 10. Rezoug Abdelkader 11. Mohamed El-Andaloussi |  |

| Titulaires : |  |
| |  |
| (Maillot) 1. Vincent Joseph 2. Gibaya 3. Mira 4. Yakka Youcef 5. Argence Louis 6. Gonzalez Michel 7. Gandolfo Joaquin 8. Botella Alfred 9. Artéro 10. Amand 11. Lorentz Albert |  |

| Titulaires : |  |
| |  |
| (Maillot) 1. Alphonse Robergeot 2. Frédéric Albert 3. Kirri Ahmed 4. Boumaïza Dahou dit "Faini" 5. Gluais Gaston 6. Louis Bargoin 7. Vincent André 8. Lucien Louge 9. Nourigat.H 10. Salvador François 11. Nourigat Gaston |  |

| Titulaires : |  |
| |  |
| (Maillot) 1. Botella 2. Cordoba 3. Ribeillès 4. Burgos 5. Sanchez Bernardino 6. Prats 7. Beteta 8. Edme 9. Bénédicto 10. Garcia 11. Mayzoné |  |

| Titulaires : |  |
| |  |
| (Maillot) 1. Alphonse Robergeot 2. Frédéric Albert 3. Kirri Ahmed 4. Boumaïza Dahou dit "Faini" 5. Gluais Gaston 6. Louis Bargoin 7. Vincent André 8. Lucien Louge 9. Nourigat.H 10. Salvador François 11. Nourigat Gaston |  |

| Titulaires : |  |
| |  |
| (Maillot) 1. Botella 2. Cordoba 3. Ribeillès 4. Burgos 5. Sanchez Bernardino 6. Prats 7. Beteta 8. Edme 9. Bénédicto 10. Garcia 11. Mayzoné |  |

| Titulaires : |  |
| |  |
| (Maillot Bleu) 1. Dossat Louis 2. Kessous 3. Saïd Denoun 4. Vicedo Claude 5. Gouthière Alexis 6. Bisbel Jean 7. Médina Charles 8. Fuentès 9. Navarro Jean 10. Llobet Etienne 11. Hernandez Angel |  |

| Titulaires : |  |
| |  |
| (Maillot Rouge) 1. Marchand Alexandre 2. Verdu 3. Janin 4. Torres Manuel 5. Lopez Jérôme 6. Beteta Alfred 7. Gomez Emile 8. Matéo Henri 9. Bernat Joseph 10. Vidal Baptiste 11. Bastos Manuel |  |

| Titulaires : |  |
| |  |
| (Maillot Bleu) 1. Dossat Louis 2. Kessous 3. Saïd Denoun 4. Vicedo Claude 5. Gouthière Alexis 6. Bisbel Jean 7. Médina Charles 8. Fuentès 9. Navarro Jean 10. Llobet Etienne 11. Hernandez Angel |  |

| Titulaires : |  |
| |  |
| (Maillot Rouge) 1. Marchand Alexandre 2. Verdu 3. Janin 4. Torres Manuel 5. Lopez Jérôme 6. Beteta Alfred 7. Gomez Emile 8. Matéo Henri 9. Bernat Joseph 10. Vidal Baptiste 11. Bastos Manuel |  |

### Troisième Tour
- joués le 14 décembre 1930[12],[13].

|                 | Date             | Club        | Score | Club             | Lieu                             |
| --------------- | ---------------- | ----------- | ----- | ---------------- | -------------------------------- |
| 1               | 14 décembre 1930 | CAL Oran    | 1 - 0 | SC Bel-Abbès     | stade Colonel Bendaoud / Oran    |
| 2               |                  | AGS Mascara | 1 - 0 | USM Oran         | stade Antoine Griffier / Mascara |
| 3               |                  | CDJ Oran    | 2 - 2 | AS Marine d'Oran | Stade USMO / Oran                |
| Match rejoué le |                  |             |       |                  |                                  |
| 3               | 18 janvier 1931  | CDJ Oran    | 2 - 1 | AS Marine d'Oran | Stade USMO / Oran                |

| Titulaires : |  |
| |  |
| (Maillot) 1. Niéto 2. Quiles 3. Ortiz Jean 4. Sanchez 5. Esclapez Pierre (c) 6. Carrasco 7. Cayuéla 8. Mufioz 9. Gonsalez Manuel 10. Mestre 11. Mas Louis |  |

| Titulaires : |  |
| |  |
| (Maillot) 1. Pasquet Gaston 2. Arroyas 3. Wilker Albert 4. Lopez Manuel 5. Alberdofer 6. Santoja 7. Unger Rudolph 8. Grondonna Lucien 9. Maritini 10. Pérez Edouard 11. Rosale Ernest |  |

| Titulaires : |  |
| |  |
| (Maillot) 1. Niéto 2. Quiles 3. Ortiz Jean 4. Sanchez 5. Esclapez Pierre (c) 6. Carrasco 7. Cayuéla 8. Mufioz 9. Gonsalez Manuel 10. Mestre 11. Mas Louis |  |

| Titulaires : |  |
| |  |
| (Maillot) 1. Pasquet Gaston 2. Arroyas 3. Wilker Albert 4. Lopez Manuel 5. Alberdofer 6. Santoja 7. Unger Rudolph 8. Grondonna Lucien 9. Maritini 10. Pérez Edouard 11. Rosale Ernest |  |

| Titulaires : |  |
| |  |
| (Maillot) 1. Alphonse Robergeot 2. Kirri Ahamed 3. Louis Bargoin 4. Vincent André 5. Frédéric Albert 6. Ailloud 7. Nourigat |  |

| Titulaires :                                                                              |  |
|                                                                                           |  |
| (Maillot) 1. Baghdad Aboukébir 2. Saffa Mokhfi 3. Martinez Michel 4. Mohamed El-Andalousi |  |

| Titulaires : |  |
| |  |
| (Maillot) 1. Alphonse Robergeot 2. Kirri Ahamed 3. Louis Bargoin 4. Vincent André 5. Frédéric Albert 6. Ailloud 7. Nourigat |  |

| Titulaires :                                                                              |  |
|                                                                                           |  |
| (Maillot) 1. Baghdad Aboukébir 2. Saffa Mokhfi 3. Martinez Michel 4. Mohamed El-Andalousi |  |

| Titulaires :  |  |
|               |  |
| (Maillot)     |  |
| Entraîneur :  |  |
| Louis Mistral |  |

| Titulaires : |  |
|              |  |
| (Maillot)    |  |

| Titulaires :  |  |
|               |  |
| (Maillot)     |  |
| Entraîneur :  |  |
| Louis Mistral |  |

| Titulaires : |  |
|              |  |
| (Maillot)    |  |

## Parcours LCFA-Constantine

### Quatrième Tour
- - joués le 7 décembre 1930[14].

|   | Date | Club     | Score | Club             | Lieu                         |
| - | ---- | -------- | ----- | ---------------- | ---------------------------- |
| 1 |      | SC Sétif | 4 - 3 | EJ Philippeville | Stade Municipal/ Constantine |
| 2 |      | AS Bône  | 2 - 2 | Constantine      | Philippeville                |
| 3 |      | SO Sétif | 4 - 1 | USC Constantine  | Batna                        |

## Parcours des finalistes

### Huitième de finale
- joués le 8 février 1931[15].

|                               | Date            | Club              | Score     | Club                | Lieu                     |
| ----------------------------- | --------------- | ----------------- | --------- | ------------------- | ------------------------ |
| 1                             | 08 février 1931 | SCC Roches Noires | 0 - 5     | CDJ Oran            | Casablanca               |
| 2                             |                 | GS Alger          | 4 - 2     | Idéal Marocain      | Alger                    |
| 3                             |                 | US Tunis          | 4 - 1     | US Ouest Mitidja    | Tunis                    |
| 4                             |                 | CAL Oran          | 1 - 1     | US Marocaine        | Colonial Bendaoud / Oran |
| 5                             |                 | AS Bône           | 2 - 0     | US Béja             | Henri Sultana / Bône     |
| 6                             |                 | Metlaoui-Sports   | forfait   | Sporting Club Sétif | Sousse                   |
| 7                             |                 | AGS Mascara       | 2 - 3 a.p | AS Saint-Eugène     | Oran                     |
| 8                             |                 | AS Boufarik       | 3- 2      | SO Sétif            | Stade FCB / Blida        |
| Match rejoué le 12 avril 1931 |                 |                   |           |                     |                          |
| 4                             | 12 avril        | US Marocaine      | 3 – 0     | CAL Oran            | Casablanca               |

### Quarts de finale
- joués le 8 mars 1931[16].

|   | Date | Club         | Score | Club            | Lieu                        |
| - | ---- | ------------ | ----- | --------------- | --------------------------- |
| 1 |      | CDJ Oran     | 2 - 1 | AS Bône         | Oran                        |
| 2 |      | GS Alger     | 4 - 0 | Metlaoui-Sports | Stade Saint-Eugène          |
| 3 |      | US Tunis     | 1 - 0 | AS Saint-Eugène | Stade Saint-Eugène          |
| 4 |      | US Marocaine | 2 - 1 | AS Boufarik     | Stade Philippe / Casablanca |

### Demi-finales
- joués le 29 mars 1931[17],[18]:

|                               | Date | Club     | Score | Club         | Lieu                                          |
| ----------------------------- | ---- | -------- | ----- | ------------ | --------------------------------------------- |
| 1                             |      | CDJ Oran | 1 - 1 | US Tunis     | Alger                                         |
| 2                             |      | GS Alger | 3 - 1 | US Marocaine | Casablanca                                    |
| Match rejoué le 12 avril 1931 |      |          |       |              |                                               |
|                               |      | CDJ Oran | 1 - 0 | US Tunis     | Stade Municipal de la Pépinière / Constantine |

| Titulaires : |  |
| |  |
| (Maillot Rouge cercle Bleu) 1. Simoni 2. Consiglio 3. Ferrandis 4. Lacombe 5. Guida 6. Nancib 7. Azam 8. Édouard Arravit 9. Pierre Chesneau 10. Soldini 11. Vallet |  |

| Titulaires : |  |
| |  |
| (Maillot Blanc) 1. Gonzales 2. Artus 3. Calels 4. Janin 5. Ortin 6. Mesquida 7. Hobon 8. Laporte 9. Garcia 10. Macia 11. Bencivengo |  |

| Titulaires : |  |
| |  |
| (Maillot Rouge cercle Bleu) 1. Simoni 2. Consiglio 3. Ferrandis 4. Lacombe 5. Guida 6. Nancib 7. Azam 8. Édouard Arravit 9. Pierre Chesneau 10. Soldini 11. Vallet |  |

| Titulaires : |  |
| |  |
| (Maillot Blanc) 1. Gonzales 2. Artus 3. Calels 4. Janin 5. Ortin 6. Mesquida 7. Hobon 8. Laporte 9. Garcia 10. Macia 11. Bencivengo |  |

| Titulaires : |  |
| |  |
| (Maillot Bleu et noir) 1. Such 2. Moréno Ange 3. Bernardi René 4. Bréad Georges 5. Scotto 6. Baus Oscar 7. Laurent.Ch 8. Ernest Poquet 9. Guillem Joseph dit Guillem I 10. Guillem II 11. Martin Pierre |  |
| Entraîneur : |  |
| Louis Mistral |  |

| Titulaires : |  |
| |  |
| 1. Edmond Krief 2. David Fitoussi 3. Bugeya 4. Bonan 5. Darmon 6. Edmond Zerbib 7. Poli Bloch 8. André Azoulay 9. Parienté 10. Raibaud 11. Lévy |  |

| Titulaires : |  |
| |  |
| (Maillot Bleu et noir) 1. Such 2. Moréno Ange 3. Bernardi René 4. Bréad Georges 5. Scotto 6. Baus Oscar 7. Laurent.Ch 8. Ernest Poquet 9. Guillem Joseph dit Guillem I 10. Guillem II 11. Martin Pierre |  |
| Entraîneur : |  |
| Louis Mistral |  |

| Titulaires : |  |
| |  |
| 1. Edmond Krief 2. David Fitoussi 3. Bugeya 4. Bonan 5. Darmon 6. Edmond Zerbib 7. Poli Bloch 8. André Azoulay 9. Parienté 10. Raibaud 11. Lévy |  |

### Finale
La finale joués le 10 mai 1931.
|   | Date        | Club     | Score | Club     | Lieu                     |
| - | ----------- | -------- | ----- | -------- | ------------------------ |
| 1 | 10 mai 1931 | CDJ Oran | 1 – 0 | GS Alger | Stade Municipal, (Alger) |

| Titulaires : |  |
| |  |
| (Maillot Bleu et noir) 1. Such 2. Moréno Ange 3. Bernardi René 4. Guillem Joseph dit Guillem I 5. Lopez 6. Baus Oscar 7. Laurent.Ch 8. Scotto 9. Guillem II 10. Ernest Poquet 11. Martin Pierre |  |
| Entraîneur : |  |
| Louis Mistral |  |

| Titulaires : |  |
| |  |
| (Maillot Rouge cercle Bleu) 1. Simoni 2. Abdel 3. Consiglio 4. Lacombe 5. Guida 6. Mouthier 7. Azam 8. Édouard Arravit 9. Pierre Chesneau 10. Guillamo 11. Carol |  |

| Titulaires : |  |
| |  |
| (Maillot Bleu et noir) 1. Such 2. Moréno Ange 3. Bernardi René 4. Guillem Joseph dit Guillem I 5. Lopez 6. Baus Oscar 7. Laurent.Ch 8. Scotto 9. Guillem II 10. Ernest Poquet 11. Martin Pierre |  |
| Entraîneur : |  |
| Louis Mistral |  |

| Titulaires : |  |
| |  |
| (Maillot Rouge cercle Bleu) 1. Simoni 2. Abdel 3. Consiglio 4. Lacombe 5. Guida 6. Mouthier 7. Azam 8. Édouard Arravit 9. Pierre Chesneau 10. Guillamo 11. Carol |  |

|  |  |  |  |

| Coupe d'Afrique du Nord Vainqueur 1930-1931 |
| ------------------------------------------- |
| CDJ Oran Premier titre                      |